# Hawar
Hawar (arab. Jazīrat Ḩawār) – wyspa w Zatoce Bahrajnu należąca do państwa Bahrajn, największa spośród wysp archipelagu Hawar. Wyspa położona jest ok. 25 km na południowy wschód od wyspy Al-Bahrajn i ok. 3 km na zachód od półwyspu Katar. Na wyspie znajduje się resort wypoczynkowy oraz baza wojskowa.
Wyspa jest siedliskiem dla wielu gatunków ptaków, m.in. kormoranów arabskich, sokołów śniadych oraz rybitw arabskich.